# Gustaf Boman
Gustaf Boman, född 28 mars 1861 i Domkyrkoförsamlingen i Göteborg, död 19 mars 1934 i Johannebergs församling i Göteborg, var en svensk grosshandlare, fabrikör och konservativ riksdagsman (nationella partiet).
Boman var ledamot av första kammaren 1906–1911 samt 1918–1934, invald i Göteborgs stads valkrets. Han var ledamot av Göteborgs stadsfullmäktige 1897–1917 och ordförande i stadens drätselkammare 1912–1917.